# Ardino
Ardino (bułg. Apдинo, tur. Eğridere) — miasto znajdująca się w południowej Bułgarii, w Rodopach. Leży w obwodzie Kyrdżali, w pobliżu Madan. Siedziba gminy Ardino.
W 2011 roku liczba mieszkańców miasta wynosiła 3493; znaczną część ludności stanowi mniejszość turecka.

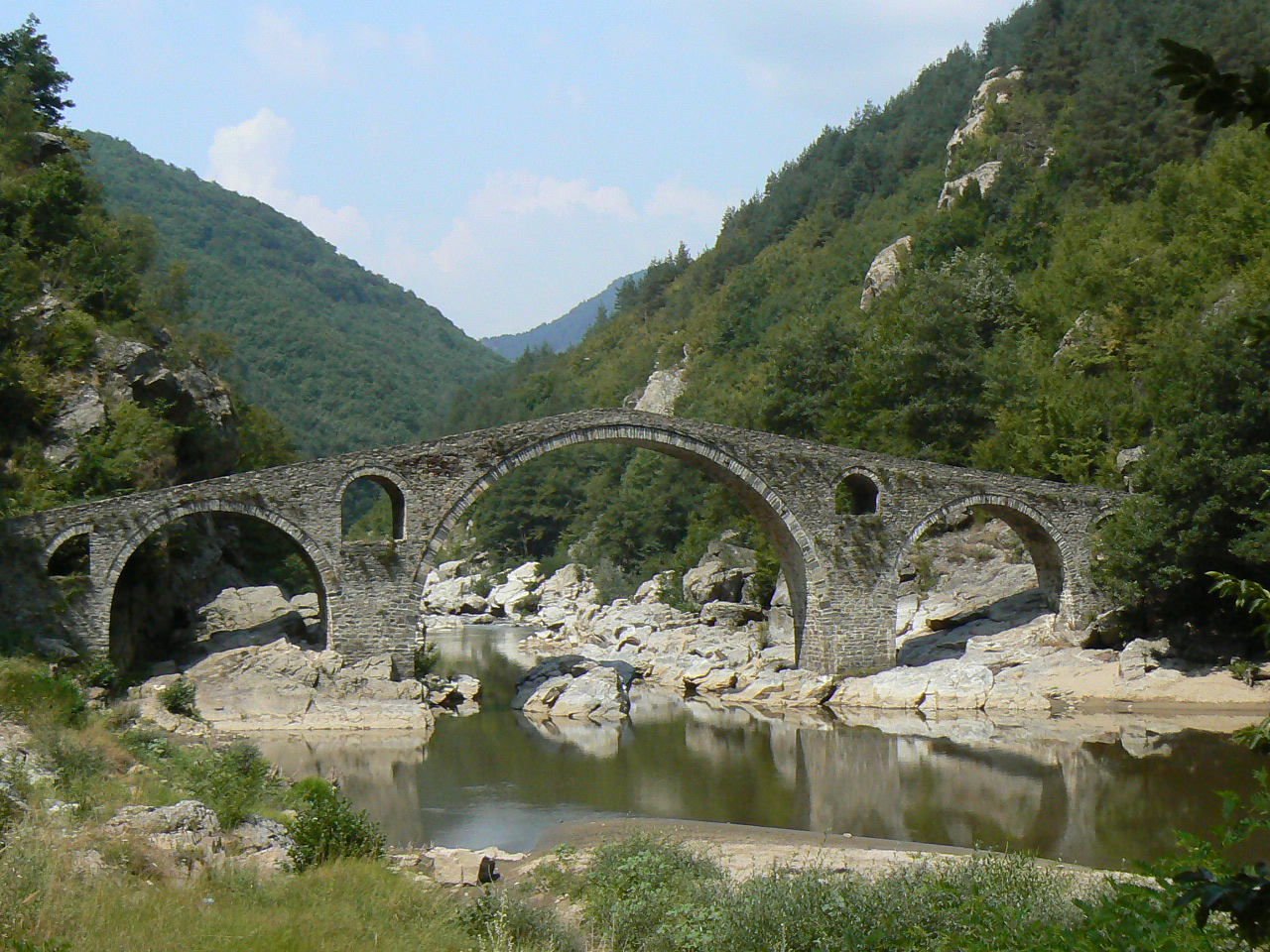
Diabelski most znajdujący się w pobliżu Ardino

Miasto jest znane w Bułgarii ze względu na rozwinięty przemysł włókienniczy oraz znajdującą się w nim fabrykę tabaki oraz fabrykę maszyn. W pobliżu Ardino znajduje się Djavolski Most (pol. Diabelski most). 